# Maria Hohenzollern
Maria Hohenzollern (ur. 14 października 1519 w Ansbach, zm. 31 października 1567 w Heidelbergu) – księżniczka Brandenburgii.
Córka margrabiego Brandenburgii-Bayreuth Kazimierza i księżniczki bawarskiej Zuzanny. Jej dziadkami byli margrabia Fryderyk Starszy Hohenzollern i królewna polska Zofia Jagiellonka oraz książę Bawarii Albert IV Mądry i Kunegunda Habsburżanka.
12 czerwca 1537 wyszła za Fryderyka księcia Palatynatu-Simmern, późniejszego elektora Palatynatu Reńskiego.
Dziećmi tej pary byli:
- Albert (1538-1553)
- Ludwik VI (1539-1583) – elektor Palatynatu
- Elżbieta (1540-1594) – żona Jana Fryderyka II Wettyna (1529-1595) księcia Sachsen-Coburg-Gotha
- Hermann (1541-1556)
- Jan (1543-1592)
- Dorota (1544-1592) – żona Jana Wilhelma I Wettyna (1530-1573) księcia Sachsen-Weimar
- Albrecht (1546-1547)
- Anna (1549-1609) – żona landgrafa Filipa II Heskiego (1541-1583) oraz palatyna Jana Augusta von Veldenz (1575-1611)
- Krzysztof (1551-1574)
- Karol (1552-1555)
- Kunegunda (1556-1586) – żona hrabiego Jana Nassau Dillenburg (1536-1606)